# Karl Rove
Karl Christian Rove (Denver, 25 dicembre 1950) è un giornalista e politologo statunitense.

## Biografia
È stato consigliere elettorale per George W. Bush nelle elezioni per il governatorato del Texas nel 1994 e nel 1998 e per le campagne elettorali per la presidenza degli Stati uniti nel 2000 e nel 2004. 
Fu lui ad avvertire il presidente dei terribili fatti dell’11 settembre 2001 mentre Bush era in visita in una scuola in Florida.
Considerato uno dei fedelissimi di Bush, è stato vice-capo dello Staff presidenziale fino alla data delle sue dimissioni, il 31 agosto 2007. 
Uno dei suoi frame più riusciti è la contrapposizione tra una visione pessimistica e rivolta al passato del mondo democratico e una repubblicana ottimistica e rivolta al futuro.
Attualmente collabora con la Fox News, il Newsweek ed il Wall Street Journal.
Deve ancora terminare gli studi universitari.